# Axel Abramson
Axel Nathanael Abramson, född den 17 januari 1855 i Stockholm, död där den 8 april 1914, var en svensk grosshandlare. Han var far till Eva Pawlo och svärfar till Ragnar Josephson.
Abramson var delägare i firman Gabriel Abramson & co. från 1876 och ensam ägare från 1883. Han var styrelseledamot i Kungliga teatern och i Kungliga Dramatiska teatern, i aktiebolaget Stockholms handelsbank från 1897, i Återförsäkringsaktiebolaget Holmia från 1900 och i Boxholms aktiebolag från 1905. Abramson var stadsfullmäktig 1900–1902. Han blev handelskunnig ledamot i Stockholms rådhusrätt 1906 och ledamot i Tulltaxekommittén samma år. Abramson blev riddare av Vasaorden 1895.
Abrahamson hade en mycket stor litteratursamling av bland annat dramatik, litteratur- och teaterhistoria. År 1897 tvingades han sälja den del av samlingen som omfattade svensk dramatik.